# Pontifici Consell per a la Família
El Pontifici Consell per a la Família és un consell pontifici que forma part de la Cúria de l'Església Catòlica. Va ser establert pel Papa Joan Pau II el 9 de maig de 1981 amb la seva motu proprio Família a Deo Instituta en substitució del Comitè per a la Família creat pel Papa Pau VI el 1973. El Consell "promou l'atenció pastoral de les famílies, protegeix els seus drets i la seva dignitat en l'Església i en la societat civil, de manera que puguin ser capaços de complir les seves obligacions".
El Consell "treballa per a una comprensió més profunda de l'ensenyament de l'Església", "anima als estudis l'espiritualitat del matrimoni i la família" obra "per garantir el reconeixement precís de les condicions humanes i socials de la institució familiar a tot el món" "s'esforça per garantir que els drets de la família es reconeguin i defensin fins i tot en l'àmbit social i polític". En particular, el Consell "promou i coordina els esforços pastorals relacionats amb el tema de la procreació responsable, i anima, sosté i coordina les iniciatives en defensa de la vida humana en totes les etapes de la seva existència, des de la concepció fins a la mort."
Entre els documents importants emesos pel Consell estan: Sexualitat Humana: Veritat i Significat (1995), proporciona directrius per a l'educació en la família; Preparació al Sagrament del Matrimoni (1996); Vademècum per als confessors sobre alguns temes de moral conjugal (1997) reafirmant el caràcter il·lícit dels actes anticonceptius, Declaració sobre la disminució de la fecunditat en el món (1998) sobre la disminució de les tendències demogràfiques, i la Carta dels drets de la família (1983), destinada a ser presentada als organismes i autoritats interessades.
El president del Consell és el bisbe Vincenzo Paglia i el secretari és el bisbe Jean Laffitte. A més dels bisbes assessors, els membres del Consell són els laics, especialment casats de tot el món. El Consell té un Comitè Presidencial amb 15 cardenals, 12 arquebisbes i bisbes, 19 parelles casades, 39 consultors, i una plantilla de 10. Com a consultors del consell figuren laics, com el teòleg moral Janet E. Smith, Timothy T. O'Donnell, Carl A. Anderson, José Luis Mendoza, Wanda Półtawska, i Jerry Coniker, cofundador de l'Apostolat per la Consagració de la Família i la Familyland catòlica.
El Consell publica la revista trimestral Familia et Vita des de 1994. Organitza la Trobada Mundial de les Famílies, celebrat a Roma el 1994, a Rio de Janeiro el 1997, Roma de nou el 2000, a Manila el 2003, València, Espanya, el 2006, la Ciutat de Mèxic el 2009 i Milà el 2012.
El Consell té la seu al Palazzo San Calisto, a la plaça de Sant Calixt, Roma.
El 6 de juny de 2006, el Consell va publicar un document titulat "Família i procreació humana", assenyalant que "Mai abans la institució natural del matrimoni i la família va ser víctima d'atacs tan violents".

## Presidents
Comitè per a la Família:
- Maurice Roy (1973-1976)
- Opilio Rossi (1976-1981)

Consell per a la Família:
- Cardenal James Knox (1981-1983)
- Cardenal Edouard Gagnon (1983-1990)
- Cardenal Alfonso López Trujillo (1990-2008)
- Cardenal Ennio Antonelli (2008-2012)
- Mons. Vincenzo Paglia (2012 -)